# Эллигер, Оттомар III
Оттомар (Отмар) Эллигер III (Ottomar Elliger III, 1703, Амстердам — 1735, Санкт-Петербург) — голландский рисовальщик и гравёр.
Один из сыновей и учеников Эллигера, Оттомара II (1666—1732), голландского живописца и гравёра, прибывшего в Санкт-Петербург для работы в Императорской академии наук. Сам Оттомар Эллигер III с 1727 года работал в Санкт-Петербурге, с 1728 года — в Академии наук. Числился в конторе садовых дел. В качестве «гравера прошпектов и архитектуры» гравировал виды Санкт-Петербурга, в том числе по рисункам Г. Марселиуса. Автор оригинальных книжных иллюстраций. С 1731 года руководил Гравировальной палатой, обучал русских гравёров: И. А. Соколова, Г. А. Качалова, рисовальщиков Ф. Маттарнови и М. И. Махаева.